# Aalt Mondria
Adrie (Aalt) Mondria (Kampen, 9 mei 1956 - Balkbrug (FPC Veldzicht), zomer 2011) in de Nederlandse media Aalt M. genoemd, was een Nederlandse crimineel. Hij pleegde vier moorden en was verantwoordelijk voor een groot aantal geweldplegingen. Mondria gold als extreem gewelddadig en agressief. Na een geruchtmakende moord op de 10-jarige zoon van zijn vriendin werd hij in 1998 veroordeeld tot 18 jaar celstraf en tbs, nadat hij aanvankelijk levenslang had gekregen. In 1978 werd hij voor een drievoudige moord al eens tot 15 jaar cel en tbs (toen nog tbr geheten) veroordeeld.

## Levensloop
Aalt Mondria groeide op in Vollenhove, Kop van Overijssel. Zijn criminele carrière nam een aanvang tijdens zijn puberteit. In 1976 werd de verslaafde en paranoïde Mondria voor het eerst veroordeeld. Hij bedreigde een andere crimineel en kreeg daarvoor 4 maanden cel plus tbs. In de tbs-kliniek bleek hij onhandelbaar. Zo sloeg hij na een ontsnapping alles kort en klein.

### Drievoudige moord in Hoeven
In 1978 ontsnapte hij opnieuw uit een behandelkliniek. Hij dook samen met een vriendin onder in Amsterdam. Nadat het tweetal de hospita van het onderduikadres mishandelde – de vrouw raakte blijvend verlamd – vluchtten Mondria en zijn vriendin naar Noord-Brabant. Op 30 juli 1978 belden ze in Hoeven aan bij een woning. De bewoners, het bejaarde stel Rijnvos en hun 38-jarige dochter, werden door Mondria vermoord. Na arrestatie van het tweetal bleek dat zij handelden uit roofmotieven. De buit was minder dan tien gulden.
Voor de drievoudige moord werd Mondria veroordeeld tot 15 jaar gevangenisstraf en tbs. Omdat bleek dat hij vanwege zijn geestesstoornis in de gevangenis niet te handhaven was, werd hij overgeplaatst naar de Van Mesdagkliniek in Groningen. Twee keer gijzelde hij in de kliniek met geweld een hulpverlener. Vanuit het behandelcentrum zocht hij contact met misdaadverslaggever Peter R. de Vries, die hij een manuscript stuurde over zijn leven, getiteld "Toevertrouwd aan de duivel". In 1989 mocht Mondria met proefverlof. Tijdens het verlof werd hij opnieuw gearresteerd, nadat hij in een café in Zwolle met een semiautomatisch wapen op een drietal mannen schoot, met wie hij kort daarvoor ruzie had gekregen.

### Moord op een 10-jarig jongetje
Nadat Mondria in 1995 een contactadvertentie had geplaatst, kreeg hij een relatie met de 30-jarige Annelies C. Mondria verbleef op dat moment in de Van Mesdagkliniek. In 1996 mocht hij op woonverlof en trok hij in bij haar en haar 10-jarige zoontje in Groningen. Toen hij van de reclassering de boodschap kreeg dat hij zich weer moest melden bij de kliniek, dwong hij zijn vriendin en haar zoon met hem op de vlucht te slaan. In Zwolle vermoordde hij de 10-jarige jongen op 6 maart 1997, door hem in een sloot aan de Goertjesweg te verdrinken. Nadat Annelies zich een dag later bij de politie in Amsterdam meldde, werd een opsporingsbericht uitgezonden voor de 'uiterst vuurgevaarlijke' crimineel. Mondria gaf zich de volgende dag aan bij de spoorwegpolitie in Den Haag. Hij bekende in eerste instantie de moord, maar trok die bekentenis de volgende dag weer in.

### Rechtszaak
Op 11 september 1997 werd Aalt Mondria door de rechtbank in Zwolle levenslange gevangenisstraf opgelegd. In hoger beroep, dat diende op 3 juni 1998, werd de aanklacht gewijzigd van moord naar doodslag en werd de straf verlaagd naar 18 jaar en tbs. Annelies C. werd veroordeeld tot 6 jaar, in hoger beroep tot 5 jaar cel voor het medeplegen van doodslag. Tijdens de rechtszaak verklaarde Mondria dat hij het slachtoffer was van een complot. Uit een rechtszaak op 30 januari 2003, waarin besloten moest worden over de verlenging van de tbs van Mondria, bleek dat hij door zijn agressieve houding voornamelijk in een isoleercel zat. Hij zou daarbij lijden aan ernstige waanstoornissen en achterdocht. Tijdens een eerste verlengingsverzoek in 2001 liet Mondria voor de rechter zijn broek zakken om met vermeende gaatjes van injecties aan te tonen dat hij slachtoffer was van een complot. Volgens een deskundige van de kliniek Veldzicht in Balkbrug, waar Mondria verbleef, was Mondria waarschijnlijk onbehandelbaar en zou hij daarom waarschijnlijk nooit meer op vrije voeten komen. In februari 2007 werd de tbs voor de vierde keer met twee jaar verlengd.
De Stentor meldde op woensdag 28 september 2011 dat hij in de zomer van 2011 in de TBS-inrichting was overleden aan een niet-behandelde Hepatitis C.